# Gentianella euphorbiifolia
Gentianella euphorbiifolia är en gentianaväxtart som beskrevs av Fabris. Gentianella euphorbiifolia ingår i släktet gentianellor, och familjen gentianaväxter. Inga underarter finns listade i Catalogue of Life.